# Secretos del Amanecer
Secretos del Amanecer es un libro escrito por Virginia Andrews en 1991. Trata de la vida de Dawn Cutlen en su transcurso por Nueva York.

## Argumento
Dawn Cutlen fue secuestrada de niña por Sr. Longchamp y Sally Longchamp. Convivió con ellos y con sus "Hermanos" Jimmy y Fern. Luego descubre quien es su madre y por ese motivo la trasladan con su Madre y a Longchamp lo meten preso. En esa casa Laura Sue, su madre verdadera está casada con Randolph Cutlen, del cual toma el apellido. Vivió mucho tiempo en el Hotel de su malvada Abuela Lilian Cutlen. Tuvo una relación con Jimmy, su antiguo hermano del que se enamora. En su nueva familia su hermana Clara Sue es malvada con ella. Un día, Phillip Cutlen, otro de sus Hermanos la violó. Pidió auxilio a su madre pero esta no le creyó y muy enojada(en realidad manipulada por la Abuela Cutlen), la envió a New York al colegio "Bernhardt". Allí en ese lugar podía hacer lo que siempre soño, aprender Canto que era su verdadera vocación. Allí se ospeda en una Residencia de Estudiantes, la dueña de este lugar es Agnes Morris, una mujer que piensa que Dawn es la niña más malcriada de la Tierra al leer una carta que Lilian Cutlen le envió diciendo pestes de Dawn. Allí vivían varios alumnos: Donald Rossi, un niño que se creía gracioso, las gemelas Samantha y Beneatha Beldock, Arthur Garwood, apodado el Huesos, un niño sombrío, gran Poeta que encontró en Dawn una gran amiga, y por último Trisha Kramer, la compañera de Habitación de Dawn y confidente de esta. También a Ms. Liddy, Amiga de Agnes. Luego conoce a Michael Sutton, el profesor de Música del conservatorio quien le da una niña y luego la abandona cruelmente. Luego deber ir al Campo con la cruel Emily Booth, hermana de Lilian. Esta le hace la vida imposible. Luego de tener a la niña, a la que llamó Crhistie Emily se la saca. Luego muere Lilian Cutler y en la Herencia que deja además de leerse la de ella se lee la del Marido, William Cutlen y se descubre que Dawn es hija de este y a ella le queda la Herencia de él, y todo el Hotel.

## Personajes

### Principales
- Dawn Cutlen: Hija de William Cutlen y Laura Sue. Madre de Crhistie Sutton. Futura Mujer de Jimmy Longchamp.
- Lilian Cutlen: Mujer de William y Madre de Randolph. Dueña de Cutlen´s Cove, dia a Dawn ya que esta es hija de su Marido y de Laura Sue.
- Laura Sue: mujer que siempre aparenta estar enferma. Vive en cama y tiene facilidad de coqueteo. Esposa de Randolph. Tuvo a Dawn con Willian Cutlen y a Phillip y Clara Sue con Randolph.
- Jimmy Longchamp: hijo de Papa Longchamp y Sally Longchamp. Hermano y novio de Dawn. También hermano de Fern. En la novela se encuentra en Europa en el Ejército.
- Randolph Cutlen: Padre de Phillip y Clara Sue. Hijo de Lilian y William Cutlen. Padrastro y Hermanastro de Dawn. Ama a sus hijos.
- Phillip Cutlen: el hermano de Dawn que la violo.
- Clara Sue: la maldita hermana de Dawn. Gorda, fea, egoísta y principalmente malcriada.
- Michael Sutton: Cantante de Opera y profesor de Música de la Escuela Bernhart de New York. Es el padre de Crhistie, la hija de Dawn. Al enterarse de que Dawn está embarazada se escapa.
- Agnes Morris: dueña de una residencia de estudiantes en New York. Es una mujer loca que cree que su vida está pasando en un escenario.
- Trisha Kramer: mejor amiga de Dawn, la primera en saber que Dawn Estaba embarazada.

### Secundarios
- Arthur Garwood: hijo adoptivo de padres malvados. El nunca tuvo amigos. Siempre estaba triste hasta que llegó Dawn y se hicieron amigos. Él sabía que si tocaba iba a ser el Hazmerreír. Es un gran escritor y Poeta. Escribió un Poema sobre Dawn. Al saber que Dawn estaba enamorada de Jimmty se escapa y no se lo vuelve a ver.
- Richard Taylor: ayudante de Michael Sutton
- Madame Steichen: profesora de Piano en Neq York.
- Emily Booth: hermana de Lilian Cutlen y de Charlote Booth. Es malvada y muy Tacaña.
- Charlotte Booth: hermana de Emily. A diferencia de su hermana es buena con Dawn y se hacen amigas. Es deficiente mental.
- Luther Slop: Ayudante de las Hermanas Booth.
- Ms. Liddy: amiga de Agnes, la más buena de las adultas.
- Mr. Updike: abogado de la familia Cutler

### Otros Personajes
- Alan Higgins: Dawn inventa este nombre para contarle a Trisha sobre un novio de 30 Años.
- Donald Rossi: el malvado niño que se cree gracioso haciéndole bromas a Arthur Garwood.
- Samantha and Beneatha Beldock: las mellizas de la redisencia.
- Bernard & Louelle Garwood: los malvados padres de Arthur Garwood.
- Dr. Steveans: atiende en New York a Dawn.
- Ormond Longchamp: papa adoptivo de Dawn.
- Edwina Freemont Longchamp: segunda mujer de Ormond Longchamp.
- Ellie Parker: estudiante del colegio.
- Erik Richards: estudiante del cual gusta Trisha.
- Félix Humbrick: Abogado en Virginia.
- Fern Longchamp: hermana menor de Jimmy, hija de Sally y Ormond Longchamp.
- Frazer: mayordomo.
- Graham Hill: estudiante de la escuela de Arte.
- Mr. Fairbanks:el reloj de caja grande de Agnes Morris.
- Mr. Nelson: dueño de una tienda cerca de "Los Prados".
- Mr. Van Dan: profesor del colegio de Artes.
- Mrs. Hill: trabaja en el Cutler`s Cove.
- Nussbaum: chef del Cutler`s Cove.
- Sanford Littleton: exnovio de Agnes Morris.
- Sissy: trabajadora.
- Victor: novio de Trisha.

- Datos: Q7444529